# Jentkaus I
| W17 · X1 | D28 · D28 · D28 | S29 | B7 |

| W17 · X1 | D28 · D28 · D28 | S29 | B7 |

Jentkaus I fue una reina del Antiguo Egipto que nació a finales de la IV dinastía. Esta princesa juega el papel de nexo de unión entre los últimos soberanos de la cuarta dinastía y los primeros de la quinta, a los que proporciona la legitimidad dinástica al emparentarlos con sus predecesores inmediatos. El culto funerario de esta reina, inusualmente duradero, y sus títulos hicieron por un tiempo sospechar de que incluso pudiera haber sido por un corto tiempo reina-faraón de Egipto, tras la muerte de su esposo. Lo que es seguro es que tuvo un papel significativo en los acontecimientos históricos durante el cambio de dinastías.

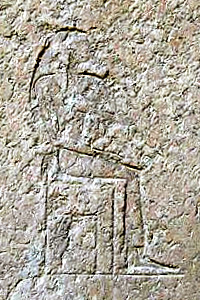
Grabado de Jentkaus en un bloque de granito de su tumba.

## Titulatura
| M23 · X1 | L2 · X1 | M23 · X1 | L2 · X1 | G14 |

| M23 · X1 | L2 · X1 | M23 · X1 | L2 · X1 | G14 |

En su tumba se da a sí misma el título de Mut-nesu-bityu, que podría traducirse correctamente en dos formas diferentes: En primer lugar, puede significar según Vladimir Wikentiew "Madre de dos reyes, del Alto y Bajo Egipto". Por otro lado, el título, según propone Hermann Junker, se traduce como "Rey del Alto y Bajo Egipto y madre del rey de Alto y Bajo Egipto", lo cual indicaría que había reinado como faraón. Por lo tanto, habría sido de las primeras reinas gobernantes de Egipto.
También tenía los títulos de sat-nesu, "Hija del Rey" y ta hemet nesu "Gran Esposa Real".

## Biografía
Jentkaus era hija del faraón Menkaura (Micerino) y esposa del rey Shepseskaf, su sucesor. Su descendencia no está clara: parece que fue la madre de Userkaf, Sahura y Neferirkara, que fueron faraones de la V dinastía. Según otra teoría, tras la muerte de Shepseskaf se casó con Userkaf para legitimar su ascenso al trono, y le dio dos hijos, Sahura y Neferirkara.

## Contexto histórico
Un papel importante en la transición entre las dinastías cuarta y quinta es la figura de Dyedefptah. Wilfried Seipel y Hermann A. Schlögl sugieren que este nombre oculta a Jentkaus. Apoyan esta hipótesis en el hecho de que la reina aparece con el nemes en su templo funerario y en la entrada, con ureo y falsa barba ceremonial, atributo este que no volverá a verse en una mujer hasta Hatshepsut, mil años después. Aventuran que mantuvo el trono como regente hasta la mayoría de edad de su hijo Userkaf, menor de edad al fallecer Shepseskaf, y que por ello aparecen como fundadores de una nueva dinastía y explicaría el culto inusualmente duradero celebrado a la muerte de esta reina.
En contra de esta teoría está el hecho de que su nombre no se inscribe en un cartucho. Hubo otra reina Jentkaus posterior, madre de los faraones Nyuserra y Neferefra. Al parecer, ambas figuras se fusionaron más tarde debido a las circunstancias familiares, convirtiéndose en una figura legendaria.

## Tumba

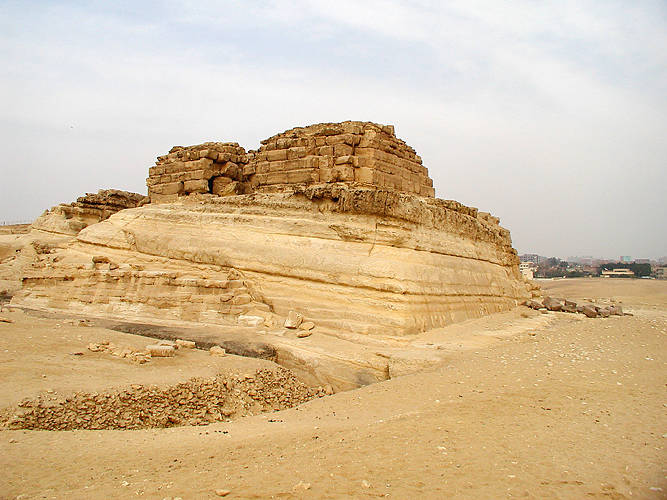
Pirámide de Jentkaus I, en Guiza.

Jentkaus había erigido un monumento peculiar en Giza, que combina las características de las pirámides, mastabas y tumbas subterráneas. Fue construido en dos fases y tenía la apariencia de una pirámide de dos alturas con una superficie de 45,8 m x 43,7 m y una altura de 18,5 m. Debido a su forma se considera a menudo como una cuarta pirámide de Giza. Está cimentada en la roca y construida como una gran mastaba. Sobre ella se construyó a continuación otra mastaba. Estaba cubierta con piedra caliza de Tura. Junto a la tumba se enterró una gran barca, algo que solo se presenta en pirámides reales, lo que confirma la sospecha de que actuaba como gobernante de Egipto. El monumento está acompañado de un templo funerario, con un muro que rodeaba el conjunto y de una calzada que lo unía al Templo del Valle de Menkaura.